# Dadhuwa
Dadhuwa (nep. डडुवा) – gaun wikas samiti w środkowej części Nepalu w strefie Dźanakpur w dystrykcie Ramechhap. Według nepalskiego spisu powszechnego z 2001 roku liczył on 942 gospodarstw domowych i 4876 mieszkańców (2553 kobiet i 2323 mężczyzn).